# Plagiorhegma dubium
Plagiorhegma dubium là một loài thực vật có hoa trong họ Hoàng mộc. Loài này được Maxim. miêu tả khoa học đầu tiên năm 1859.

## Hình ảnh

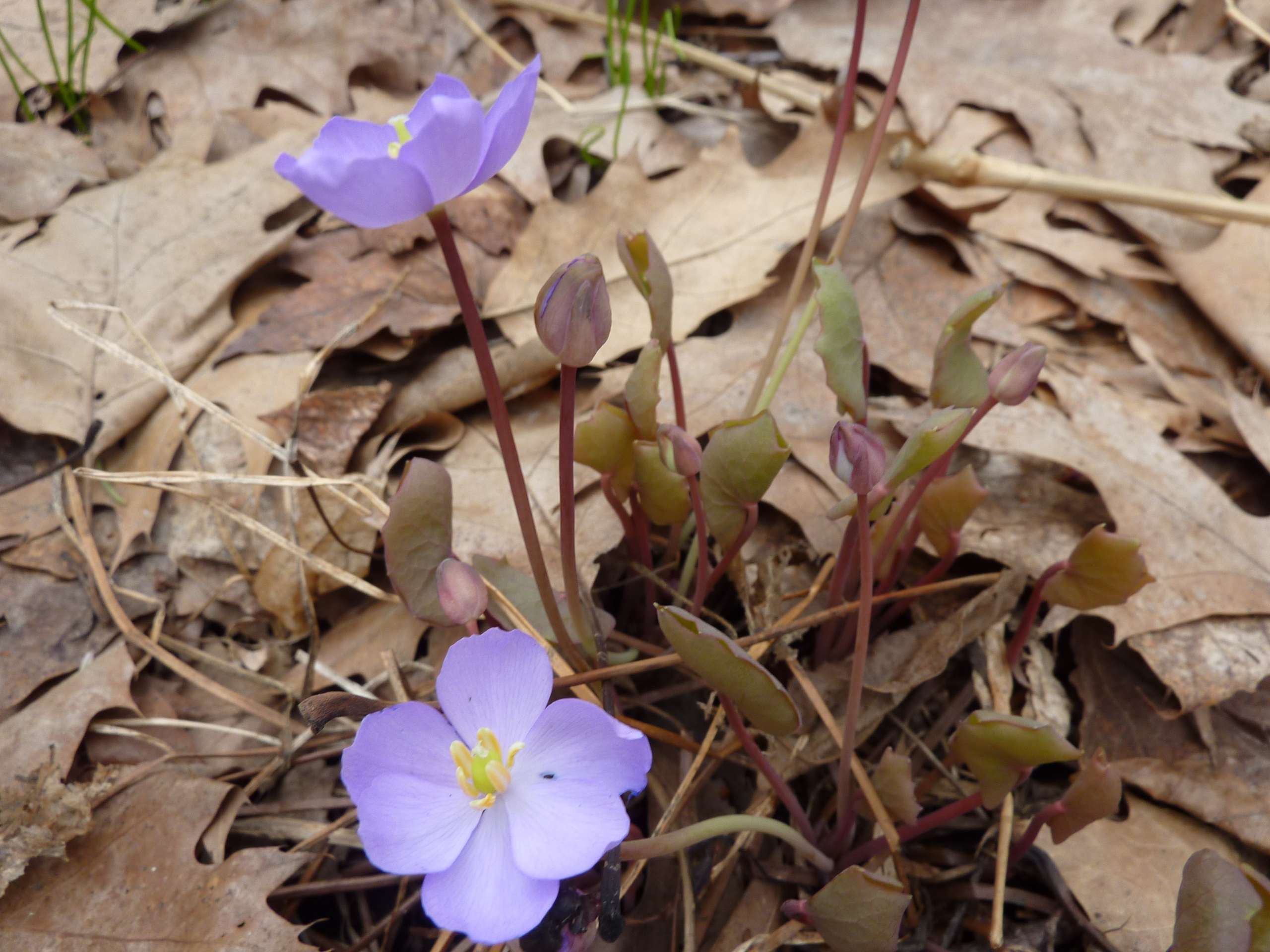